# Wacht! Wacht!
Wacht! Wacht! is het achtste deel uit de Schijfwereld serie van de Britse schrijver Terry Pratchett.
Het is het eerste deel over de nachtwacht van de stad Ankh-Meurbork, die onder leiding staat van kapitein Douwe Flinx (Engels: Samuel Vimes). In het begin van het verhaal heeft de nachtwacht nog maar drie leden, heeft de wacht geen enkel gezag en wordt er al over gedacht om de wacht maar op te heffen. De komst van de "dwerg" Biet als nieuwkomer in de wacht en de hieronder beschreven gebeurtenissen zorgen ervoor dat de bevolking van de stad weer respect voor de wacht krijgt. In de volgende delen zal de wacht dan ook steeds verder worden uitgebreid.

## Samenvatting
De Oppergrootmeester van de Verhelderde Mannenbroeders van de Ebben Nacht (Supreme Grand Master of the Unique and Supreme Lodge of the Elucidated Brethren of the Ebon Night) heeft een plan uitgedacht om de macht in Ankh-Meurbork over te nemen: hij wil een draak oproepen om de stad te terroriseren, waarna een "koning" de stad zal redden door de draak te laten verdwijnen. Die koning staat al klaar en is een stroman van de Oppergrootmeester.
Ondertussen heeft de nachtwacht er een nieuwe rekruut bij: de door de dwergenkoning geadopteerde Biet Yzergitersen (Carrot Ironfoundersson), die met zijn een meter tachtig wat groot is geworden voor de dwergenwoningen. Hij arresteert meteen de president van het Dievengilde, waardoor kapitein Flinx bij de secretaris van de Patriciër verantwoording moet komen afleggen. Langzaam keert bij Flinx het gevoel terug dat de wacht er is om de orde te handhaven, niet om onraad uit de weg te gaan.
Met de hulp van het uit de bibliotheek van de Gesloten Universiteit (Unseen University) gestolen boek Het Oproepen van Draken heeft de Verhelderde Mannenbroeders van de Ebben Nacht een heuse "Draco Nobilis" of edeldraak opgeroepen. De bibliothecaris, die jaren geleden door een toverongeluk veranderde in een orang-oetan, wil het boek terug en biedt zijn hulp aan de wacht aan: hij wordt tot hulpwachter benoemd. De Patriciër, Heer Ottopedi (Lord Vetinari), wil niet dat de wacht dit onderzoekt, maar kapitein Flinx denkt daar anders over. Tijdens zijn onderzoek komt hij in contact met freule Sibilla Ramkin, die moerasdraakjes (Draco Vulgaris) fokt. Nadat hij haar moerasdraakjes heeft gered van een anti-draken meute, geeft ze hem het draakje Braverd Bingel Vederstien cadeau.
Ondertussen is het plan van de Oppergrootmeester gelukt: de "koning" heeft de draak verslagen en de Patriciër is in de gevangenis gegooid. De grootmeester blijkt Lupijn Neens (Lupine Wonse), de secretaris van Heer Ottopedi te zijn. Maar dan keert de draak terug en blijkt dat hij niet meer onder controle te houden is: wapens en toverkracht halen niets uit tegen de edeldraak. De draak installeert zichzelf als koning van de stad en eist het goud en de kostbaarheden van de stad. Verder wil hij elke maand een maagdelijke, aristocratische dochter van de stad te eten krijgen. De stadsbewoners geven toe en het eerste offer zal de freule Sibil Ramkin zijn.
Douwe Flinx wordt in de cel waarin ook de Patriciër verblijft gegooid. Hij wordt gered door de bibliothecaris van de Gesloten Universiteit. Braverd Bingel Vederstien het moerasdraakje heeft al een hele tijd van alles en nog wat gegeten om genoeg kracht op te bouwen: nu daagt hij de edeldraak uit. Na een luchtgevecht vliegt Braverd weg, maar keert terug met supersonische snelheid. De daaropvolgende schokgolf slaat de edeldraak uit de lucht. De verslagen draak blijkt een vrouwtje te zijn, en ze wordt verliefd op haar overwinnaar Braverd Bingel Vederstien. Samen vliegen ze weg.